# Francis Claude
Francis Claude, nom d'artiste de Charles Saüt d'Abestera, est un acteur, scénariste, parolier et directeur artistique français, né le 11 juin 1905 à Paris et mort le 28 septembre 1989 à Villebéon (Seine-et-Marne).

## Biographie
Humoriste à Nice pendant la guerre, il crée, avec Louis Lions, le fameux duo humoristique « Darrigade et Fouziquet », deux compères ruraux qui commentent de façon caustique l'actualité et les travers de la société.
Dans les années d'après-guerre, il est producteur d'émissions radiophoniques à Paris-Inter, puis fonde avec son ami Léo Ferré le cabaret « Quod Libet » à Saint-Germain-des-Prés, puis « Le Trou » au Quartier Latin. En 1949, il reprend le « Cabaret Thermidor », situé à côté du Palais-Royal sur la rive droite, qu'il rebaptise Milord l'Arsouille et dirige jusqu'en 1963.
C'est au Milord l'Arsouille que Francis Claude révèle Serge Gainsbourg en l'incitant à monter sur la scène de son cabaret pour y interpréter ses chansons. Il y programme aussi Jacques Brel et Guy Béart à leurs débuts.
Il a été marié avec la chanteuse et productrice de télévision Michèle Arnaud qui lui a été présentée par Léo Ferré. Avec ce dernier, il a coécrit les paroles de plusieurs chansons, telles : L'Île Saint-Louis ou La Vie d'artiste - cette dernière étant devenue au fil du temps un classique du répertoire de Ferré. 
Puis il a été marié avec l'actrice Claude Sylvain (1930-2005).
Des années 1960 aux années 1980, il a été acteur et sa ressemblance avec les portraits que l'on connaît du roi de France Henri IV lui a valu de l'incarner dans plusieurs productions cinématographiques et télévisées.
Il est mort en 1989 à Villebéon, en Seine-et-Marne, où il possédait une maison.

## Filmographie

### Acteur
- 1943 : Une vie de chien – Galoche
- 1946 : La Troisième Dalle
- 1960 : La caméra explore le temps, épisode Qui a tué Henri IV ? – Henri IV
- 1961 : Vive Henri IV, vive l'amour – Henri IV
- 1964 : Hardi ! Pardaillan – Henri de Béarn
- 1966 : Cécilia, médecin de campagne (série télévisée)
- 1967 : La Bouquetière des innocents (téléfilm) – Henri IV
- 1969 : Jacquou le Croquant (feuilleton télévisé) – le chevalier Galibert
- 1971 : Tang d'André Michel (série télévisée) : Colonel Favier (ép. 7)
- 1972 : La Demoiselle d'Avignon (feuilleton télévisé) – le duc Adalbert de Roquefort-Chavignol alias Monsieur Leduc
- 1972 : Les Thibault (feuilleton télévisé) – Rumelles
- 1973 : Joseph Balsamo (feuilleton télévisé) – maréchal de Richelieu
- 1974 : Le Trio infernal de Francis Girod – le docteur
- 1974 : Quai de l'étrangleur (téléfilm) – Fournier
- 1974-1985 : Messieurs les jurés (feuilleton télévisé, 6 épisodes) – le président du tribunal :
  - 1974 : L’Affaire Varnay
  - 1975 : L’Affaire Lambert d’André Michel
  - 1976 : L’Affaire Craznek de Michel Genoux
  - 1981 : L’Affaire Enriquez d’André Michel
  - 1983 : L’Affaire Sivry d’André Michel
  - 1985 : L’Affaire Cerilly de Jean-Marie Coldefy
- 1977 : Le Confessionnal des pénitents noirs (feuilleton télévisé) – le marquis Vivaldi
- 1980 : La Banquière – le président du tribunal

### Scénariste
- 1976-1982 : Messieurs les jurés (feuilleton télévisé, 6 épisodes) :
  - 1976 : L’Affaire Jasseron d’André Michel
  - 1977 : L’Affaire Lieutort d’André Michel
  - 1978 : L’Affaire Montigny d’André Michel
  - 1978 : L’Affaire Moret d’André Michel
  - 1982 : L’Affaire Mérard d’André Michel
  - 1982 : L’Affaire Baudières d’André Michel

## Publications
- Le Livre pour nous deux, 45 poèmes d'amour, Firmin-Didot, 1942 (BNF 31949895)
- La Tête des uns, le Corps des autres, photos-montages de Jean Harold, préface de Jean Cocteau, commentaires de Francis Claude, Le Soleil noir, 1953 (BNF 40362733)
- Fais gaffe à ton stradivarius, autobiographie et portraits, Carrère, 1986  (ISBN 2868043143 et 9782868043146)